# Golden Gala 2018
Navigation
Édition précédente Édition suivante
La meeting Golden Gala 2018 se déroule le 31 mai 2018 au Stade olympique de Rome, en Italie. Il s'agit de la quatrième étape de la Ligue de diamant 2018.

## Résultats

### Hommes
| Rang | Athlète           | Temps           | Points |
| ---- | ----------------- | --------------- | ------ |
| 1    | Ronnie Baker      | 9 s 93 (WL, PB) | 8      |
| 2    | Jimmy Vicaut      | 10 s 02         | 7      |
| 3    | Filippo Tortu     | 10 s 04         | 6      |
| 4    | Christian Coleman | 10 s 06         | 5      |
| 5    | Akani Simbine     | 10 s 13         | 4      |
| 6    | Michael Rodgers   | 10 s 13         | 3      |
| 7    | Marcell Jacobs    | 10 s 19         | 2      |
| 8    | Ramil Guliyev     | 10 s 19         | 1      |

| Rang | Athlète              | Temps        | Points |
| ---- | -------------------- | ------------ | ------ |
| 1    | Fred Kerley          | 44 s 33      | 8      |
| 2    | Abdalelah Haroun     | 44 s 37      | 7      |
| 3    | Paul Dedewo          | 44 s 58 (PB) | 6      |
| 4    | Michael Cherry       | 44 s 97      | 5      |
| 5    | Gil Roberts          | 45 s 22      | 4      |
| 6    | Davide Re            | 45 s 49      | 3      |
| 7    | Matthew Hudson-Smith | 45 s 52      | 2      |
| 8    | Luguelín Santos      | 45 s 81      | 1      |

| Rang | Athlète                   | Temps         | Points |
| ---- | ------------------------- | ------------- | ------ |
| 1    | Wycliffe Kinyamal         | 1 min 44 s 65 | 8      |
| 2    | Ferguson Cheruiyot Rotich | 1 min 44 s 74 | 7      |
| 3    | Jonathan Kitilit          | 1 min 44 s 78 | 6      |
| 4    | Brandon McBride           | 1 min 44 s 99 | 5      |
| 5    | Amel Tuka                 | 1 min 45 s 68 | 4      |
| 6    | Álvaro de Arriba          | 1 min 46 s 16 | 3      |
| 7    | Adam Kszczot              | 1 min 46 s 23 | 2      |
| 8    | Kipyegon Bett             | 1 min 46 s 93 | 1      |

| Rang | Athlète               | Temps              | Points |
| ---- | --------------------- | ------------------ | ------ |
| 1    | Timothy Cheruiyot     | 3 min 31 s 22 (WL) | 8      |
| 2    | Elijah Manangoi       | 3 min 33 s 79      | 7      |
| 3    | Samuel Tefera         | 3 min 34 s 84      | 6      |
| 4    | Ayanleh Souleiman     | 3 min 34 s 87      | 5      |
| 5    | Charles Simotwo       | 3 min 35 s 03      | 4      |
| 6    | Charles Da'Vall Grice | 3 min 35 s 72      | 3      |
| 7    | Taresa Tolosa         | 3 min 36 s 22      | 2      |
| 8    | Aman Wote             | 3 min 36 s 30      | 1      |

| Rang | Athlète                        | Temps                     | Points |
| ---- | ------------------------------ | ------------------------- | ------ |
| 1    | Abderrahman Samba              | 47 s 48 (AR, WL, DLR, MR) | 8      |
| 2    | Karsten Warholm                | 47 s 82 (NR, PB)          | 7      |
| 3    | Yasmani Copello                | 48 s 63                   | 6      |
| 4    | TJ Holmes                      | 49 s 00                   | 5      |
| 5    | Rasmus Mägi                    | 49 s 19                   | 4      |
| 6    | Kerron Clement                 | 49 s 48                   | 3      |
| 7    | José Reynaldo Bencosme de Leon | 49 s 79                   | 2      |
| 8    | Nicholas Bett                  | 49 s 95                   | 1      |

| Rang | Athlète                | Marque | Points |
| ---- | ---------------------- | ------ | ------ |
| 1    | Sam Kendricks          | 5,84 m | 8      |
| 2    | Paweł Wojciechowski    | 5,78 m | 7      |
| 3    | Raphael Holzdeppe      | 5,62 m | 6      |
| 4    | Stanley Joseph         | 5,52 m | 5      |
| 5    | Konstadínos Filippídis | 5,52 m | 4      |
| 6    | Scott Houston          | 5,52 m | 3      |
| 7    | Shawnacy Barber        | 5,52 m | 2      |

| Rang | Athlète                | Marque      | Points |
| ---- | ---------------------- | ----------- | ------ |
| 1    | Luvo Manyonga          | 8,58 m (WL) | 8      |
| 2    | Juan Miguel Echevarría | 8,53 m (PB) | 7      |
| 3    | Ruswahl Samaai         | 8,34 m      | 6      |
| 4    | Jeff Henderson         | 8,19 m      | 5      |
| 5    | Tajay Gayle            | 8,17 m (PB) | 4      |
| 6    | Henry Frayne           | 8,15 m      | 3      |
| 7    | Marquis Dendy          | 8,08 m      | 2      |
| 8    | Maykel Massó           | 7,92 m      | 1      |

| Rang | Athlète              | Marque  | Points |
| ---- | -------------------- | ------- | ------ |
| 1    | Fedrick Dacres       | 68,51 m | 8      |
| 2    | Andrius Gudžius      | 68,17 m | 7      |
| 3    | Ehsan Hadadi         | 65,93 m | 6      |
| 4    | Daniel Ståhl         | 64,84 m | 5      |
| 5    | Robert Harting       | 64,64 m | 4      |
| 6    | Mason Finley         | 64,17 m | 3      |
| 7    | Lukas Weisshaidinger | 64,1 m  | 2      |
| 8    | Robert Urbanek       | 64,10 m | 1      |

### Femmes
| Rang | Athlète            | Temps   | Points |
| ---- | ------------------ | ------- | ------ |
| 1    | Marie-Josée Ta Lou | 22 s 49 | 8      |
| 2    | Ivet Lalova-Collio | 22 s 64 | 7      |
| 3    | Mujinga Kambundji  | 22 s 76 | 6      |
| 4    | Kyra Jefferson     | 22 s 91 | 5      |
| 5    | Crystal Emmanuel   | 23 s 08 | 4      |
| 6    | Shericka Jackson   | 23 s 14 | 3      |
| 7    | Felicia Brown      | 23 s 19 | 2      |
| 8    | Joanna Atkins      | 23 s 29 | 1      |

| Rang | Athlète                | Temps   | Points |
| ---- | ---------------------- | ------- | ------ |
| 1    | Sharika Nelvis         | 12 s 76 | 8      |
| 2    | Danielle Williams      | 12 s 82 | 7      |
| 3    | Tobi Amusan            | 12 s 86 | 6      |
| 4    | Nadine Visser          | 12 s 90 | 5      |
| 5    | Elvira Herman          | 12 s 97 | 4      |
| 6    | Dawn Harper-Nelson     | 13 s 09 | 3      |
| 7    | Laura Valette          | 13 s 30 | 2      |
| 8    | Elisa Maria Di Lazzaro | 13 s 52 | 1      |

| Rang | Athlète                     | Temps                 | Points |
| ---- | --------------------------- | --------------------- | ------ |
| 1    | Hyvin Jepkemoi              | 9 min 4 s 96 (WL, MR) | 8      |
| 2    | Celliphine Chepteek Chespol | 9 min 5 s 14          | 7      |
| 3    | Norah Jeruto                | 9 min 7 s 17          | 6      |
| 4    | Emma Coburn                 | 9 min 8 s 13          | 5      |
| 5    | Beatrice Chepkoech          | 9 min 15 s 85         | 4      |
| 6    | Winfred Mutile Yavi         | 9 min 16 s 36 (PB)    | 3      |
| 7    | Daisy Jepkemei              | 9 min 18 s 44         | 2      |
| 8    | Aisha Praught               | 9 min 19 s 33         | 1      |

| Rang | Athlète            | Marque      | Points |
| ---- | ------------------ | ----------- | ------ |
| 1    | Mariya Lasitskene  | 2,02 m (WL) | 8      |
| 2    | Mirela Demireva    | 1,94 m      | 7      |
| 3    | Elena Vallortigara | 1,94 m      | 6      |
| 4    | Kateryna Tabashnyk | 1,94 m      | 5      |
| 5    | Yuliya Levchenko   | 1,94 m      | 4      |
| 6    | Vashti Cunningham  | 1,94 m      | 3      |
| 7    | Levern Spencer     | 1,88 m      | 2      |
| 7    | Alessia Trost      | 1,88 m      | 2      |

| \| Rang \| Athlète \| Marque \| Points \| \| ---- \| ------------------ \| ------------ \| ------ \| \| 1 \| Sandra Perkovic \| 68,93 m (MR) \| 8 \| \| 2 \| Yaimé Pérez \| 66,62 m \| 7 \| \| 3 \| Denia Caballero \| 63,48 m \| 6 \| \| 4 \| Anna Rüh \| 60,89 m \| 5 \| \| 5 \| Nadine Müller \| 59,98 m \| 4 \| \| 6 \| Whitney Ashley \| 59,53 m \| 3 \| \| 7 \| Andressa de Morais \| 59,31 m \| 2 \| \| 8 \| Daisy Osakue \| 57,66 m \| 1 \| |                    |              |        |
| Rang | Athlète            | Marque       | Points |
| 1 | Sandra Perkovic    | 68,93 m (MR) | 8      |
| 2 | Yaimé Pérez        | 66,62 m      | 7      |
| 3 | Denia Caballero    | 63,48 m      | 6      |
| 4 | Anna Rüh           | 60,89 m      | 5      |
| 5 | Nadine Müller      | 59,98 m      | 4      |
| 6 | Whitney Ashley     | 59,53 m      | 3      |
| 7 | Andressa de Morais | 59,31 m      | 2      |
| 8 | Daisy Osakue       | 57,66 m      | 1      |

## Légende
Records et Performances
- AR : Record continental (area record)
- CR : Record des championnats (championship record)
- MR : Record du meeting (meet record)
- NR : Record national (national record)
- OR : Record olympique (olympic record)
- PR : Record paralympique (paralympic record)
- PB : Record personnel (personal best)
- SB : Meilleure performance personnelle de la saison (season's best)
- WL : Meilleure performance mondiale de l'année (world leader)
- WJR : Record du monde junior (world junior record)
- WR : Record du monde (world record)

Circonstances et Conditions
- DNF : N'a pas terminé (did not finish)
- DNS : N'a pas pris le départ (did not start)
- DQ : Disqualification (disqualification)
- NM : Aucun essai valable enregistré (No Mark)
- Q : Qualifié « directement » au prochain tour (ou à la prochaine compétition), lors d'une compétition majeure, grâce au classement ou à la réalisation des minima (automatic qualifier)
- q : Qualifié au prochain tour (ou à la prochaine compétition), lors d'une compétition majeure, grâce au repêchage ou à la réalisation de l'une des meilleures performances parmi celles des « non qualifiés directement » (grâce au meilleur temps ou à la meilleure distance par exemple) (secondary qualifier)